# Понцано Романо
Понцано Романо (итал. Ponzano Romano) је насеље у Италији у округу Рим, региону Лацио.
Према процени из 2011. у насељу је живело 942 становника. Насеље се налази на надморској висини од 180 м.

## Становништво
Према резултатима пописа становништва 2011. у општини је живело 1.158 становника.
| 1931. | 1936. | 1951. | 1961. | 1971. | 1981. | 1991. | 2001. | 2011. |
| ----- | ----- | ----- | ----- | ----- | ----- | ----- | ----- | ----- |
| 1.109 | 1.164 | 1.205 | 1.021 | 884   | 890   | 906   | 1.028 | 1.158 |